# Sora Hiraga
Sora Hiraga (japanisch 平賀 大空 Hiraga Sora; * 2. März 2005 in Akashi, Präfektur Hyōgo) ist ein japanischer Fußballspieler.

## Karriere
Sora Hiraga erlernte das Fußballspielen in der Jugendmannschaft von Kyōto Sanga. Hier unterschrieb er am 1. Februar 2023 seinen ersten Vertrag. Der Verein aus Kyōto spielte in der ersten Liga, der J1 League. Sein Erstligadebüt gab Sora Hiraga am 3. Dezember 2023 (34. Spieltag) im Heimspiel gegen die Yokohama F. Marinos. Bei dem 3:1-Heimerfolg wurde er in der 59. Minute für Yūta Toyokawa eingewechselt.